# Edward Armitage (konstnär)

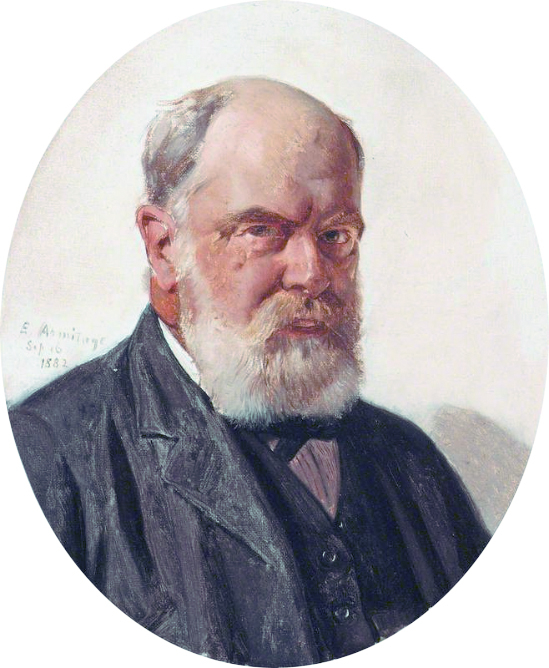
Edward Armitage, självporträtt.

Edward Armitage, född 20 maj 1817 i London, död 24 maj 1896 i Tunbridge Wells, var en engelsk konstnär.

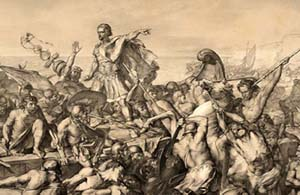
Caesars invasion av Britannien, av Edward Armitage, omkring 1843.

Armitage, som var elev till Paul Delaroche i Paris, blev efter hemkomsten den ledande inom engelskt monumentalmåleri. Han utförde från 1845 väggmålningar i parlamentshuset i London, samt för romersk-katolska kyrkan i Islington, vilka anses som hans främsta verk. Armitage målade även historiska och bibliska ämnen i olja, såsom Nelsons död vid Trafalgar, Hesekiels vision och Drottning Esters gästabud. Hans konst utmärks av en rik komposition och plastisk formgivning. Han utgav 1883 även ett litterärt arbete, Lectures on painting.